# Tephritis michiganensis
Tephritis michiganensis
 es una especie de insecto díptero que Quisenberry describió científicamente por primera vez en el año 1951.
Esta especie pertenece al género Tephritis de la familia Tephritidae.